# Lijst van voetbalinterlands Pakistan - Tadzjikistan
Deze lijst van voetbalinterlands is een overzicht van alle officiële voetbalinterlands tussen de nationale teams van Pakistan en Tadzjikistan. De landen hebben tot op heden vier keer tegen elkaar gespeeld. De eerste ontmoeting, een groepswedstrijd tijdens de AFC Challenge Cup 2006, werd gespeeld in Dhaka (Bangladesh) op 4 april 2006. Het laatste duel, een kwalificatiewedstrijd voor het Wereldkampioenschap voetbal 2026, vond plaats op 11 juni 2024 in Doesjanbe.

## Wedstrijden
| № | Plaats    | Datum            | Competitie                          | Wedstrijd               | Uitslag |
| - | --------- | ---------------- | ----------------------------------- | ----------------------- | ------- |
| 1 | Dhaka     | 4 april 2006     | AFC Challenge Cup 2006              | Pakistan − Tadzjikistan | 0 − 2   |
| 2 | Bisjkek   | 17 maart 2013    | AFC Challenge Cup 2014 kwalificatie | Tadzjikistan − Pakistan | 1 − 0   |
| 3 | Islamabad | 21 november 2023 | WK 2026 kwalificatie                | Pakistan − Tadzjikistan | 1 − 6   |
| 4 | Doesjanbe | 11 juni 2024     | WK 2026 kwalificatie                | Tadzjikistan − Pakistan | 3 − 0   |

## Samenvatting
| Competitie                     | Totaal gespeeld | Winst Pakistan | Gelijk | Winst Tadzjikistan | Doelsaldo Pakistan – Tadzjikistan |
| ------------------------------ | --------------- | -------------- | ------ | ------------------ | --------------------------------- |
| WK-kwalificatie                | 2               | 0              | 0      | 2                  | 1 − 9                             |
| AFC Challenge Cup              | 1               | 0              | 0      | 1                  | 0 − 2                             |
| AFC Challenge Cup-kwalificatie | 1               | 0              | 0      | 1                  | 0 − 1                             |
| Totaal                         | 4               | 0              | 0      | 4                  | 1 − 12                            |

PFF · A-Internationals · Olympisch elftal · Pakistaans vrouwenelftal
1950 – 1959 · 
1960 – 1969 · 
1970 – 1979 · 
1980 – 1989 · 
1990 – 1999 · 
2000 – 2009 · 
2010 – 2019 ·
2020 − 2029
Afghanistan ·
Bahrein ·
Bangladesh ·
Bhutan ·
Brunei ·
Cambodja ·
China ·
Djibouti ·
Filipijnen ·
Guam ·
India ·
Indonesië ·
Irak ·
Iran ·
Israël ·
Japan ·
Jemen ·
Jordanië ·
Kazachstan ·
Kenia ·
Kirgizië ·
Koeweit ·
Libanon ·
Macau ·
Malediven ·
Maleisië ·
Mauritius ·
Myanmar ·
Nepal ·
Noord-Korea ·
Oman ·
Palestina ·
Qatar ·
Saoedi-Arabië ·
Singapore ·
Sri Lanka ·
Syrië ·
Tadzjikistan ·
Taiwan ·
Thailand ·
Turkije ·
Turkmenistan ·
Verenigde Arabische Emiraten ·
Zuid-Korea ·
Zuid-Vietnam
TFF · A-internationals · Tadzjieks vrouwenelftal
1994 – 1999 ·
2000 – 2009 ·
2010 – 2019 ·
2020 − 2029
Afghanistan ·
Australië ·
Azerbeidzjan ·
Bahrein ·
Bangladesh ·
Bhutan ·
Brunei ·
Cambodja ·
China ·
Estland ·
Filipijnen ·
Guam ·
Hongkong ·
India ·
Irak ·
Iran ·
Japan ·
Jemen ·
Jordanië ·
Kazachstan ·
Kirgizië ·
Koeweit ·
Libanon ·
Macau ·
Malediven ·
Maleisië ·
Mongolië ·
Myanmar ·
Nepal ·
Noord-Korea ·
Oeganda ·
Oezbekistan ·
Oman ·
Pakistan ·
Palestina ·
Qatar ·
Rusland ·
Saoedi-Arabië ·
Singapore ·
Sri Lanka ·
Syrië ·
Thailand ·
Trinidad en Tobago ·
Turkmenistan ·
Verenigde Arabische Emiraten ·
Vietnam ·
Wit-Rusland ·
Zuid-Korea